# 由利佳一郎
由利 佳一郎（ゆり けいいちろう、1962年 - ）は、兵庫県豊岡市出身のバッグデザイナー。
2009年、ドイツの工業デザイン賞「iFデザインアワード」に、自身がデザインしたニューダレスバッグが受賞。その後もインテリア業界のパリコレといわれる「メゾン・エ・オブジェ」への出展やイタリアの世界的バッグショー「MIPEL」にてスタイル＆イノベーション部門の最高賞「ミペル・アワード」などを受賞。
鞄生産の一大産地である兵庫県豊岡市を拠点に世界に通用するデザインを発信し、国内でも全国各地の伝統工芸士とタッグを組み、新たな製品・産業の創出を志向し、全国の百貨店などでチャレンジを行っている。2013年以降は各地のファッションアドバイザーを勤めながら、パリコレブランド【RYNSHU コレクション】にも参加。